# Campionat britànic de motocròs 1961
La temporada de 1961 del Campionat britànic de motocròs, anomenat a l'època ACU Scramble Drivers' Star, fou la 10a edició d'aquest campionat, organitzat per l'ACU.

## Classificació final

### 500cc
| Posició | Pilot           | Motocicleta | Punts |
| ------- | --------------- | ----------- | ----- |
| 1       | Jeff Smith      | BSA         | 30    |
| 2       | Dave Curtis     | Matchless   | 26    |
| 3       | Arthur Lampkin  | BSA         | 16    |
| 4       | John Giles      | Triumph     | 8     |
| 5       | Don Rickman     | Metisse     | 8     |
| 6       | John Burton     | BSA         | 8     |
| 7       | Vic Eastwood    | Matchless   | 6     |
| 8       | Gordon Blakeway | Triumph     | 3     |
| 9       | John Harris     | BSA         | 3     |
| 10      | Ivor England    | TriBSA      | 3     |

### 250cc
| Posició | Pilot          | Motocicleta | Punts |
| ------- | -------------- | ----------- | ----- |
| 1       | Arthur Lampkin | BSA         | 32    |
| 2       | Dave Bickers   | Greeves     | 24    |
| 3       | Pat Lamper     | Dot         | 10    |
| 4       | Freddie Mayes  | Greeves     | 8     |
| 5       | Joe Johnson    | Greeves     | 7     |
| 6       | Roy Peplow     | Triumph     | 6     |
| 7       | Ken Sedgley    | Greeves     | 6     |
| 8       | Alan Clough    | Dot         | 5     |
| 9       | Bryan Goss     | Cotton      | 4     |
| 10      | Vic Eastwood   | AJS         | 4     |